# Галит Бел
Галит Бен Лулу (хебр. גלית בן לולו), познатија под сценским именом Галит Бел (хебр. גלית בל; романизовано Galit Bell; Хацор ха Глилит, 26. јун 1973) некадашња је израелска певачица. Има звање официра Израелске армије.
Иако је музиком почела да се бави још као дванаестогодишња девојчица, Галит је широј јавности у својој земљи постала позната након учешћа, а потом и победе на националном фестивалу Кдам 1996, који је уједно био и селекционо такмичење за Песму Евровизије. Галит је тако са песмом Shalom Olam (у преводу Поздрав свету) требало да представља Израел на Песми Евровизије 1996. у Ослу. Међутим, те године је на такмичење пријављено чак 30 земаља, а како је ЕБУ максималан број учесника ограничила на 23, организовано је гласање чланова стручних жирија из земаља учесница, базирано на аудио снимцима песама. Израелска представница је на том квалификационом делу заузела 28. место са свега 12 освојених бодова, и на тај начин није стекла право да наступи током финалне вечери одржане 18. маја. 
Галит је 2001. издала свој први студијски албум са 6 песама, а непосредно након његовог изласка на тржиште објавила је да прекида са музичком каријером. 